# Nigellasläktet

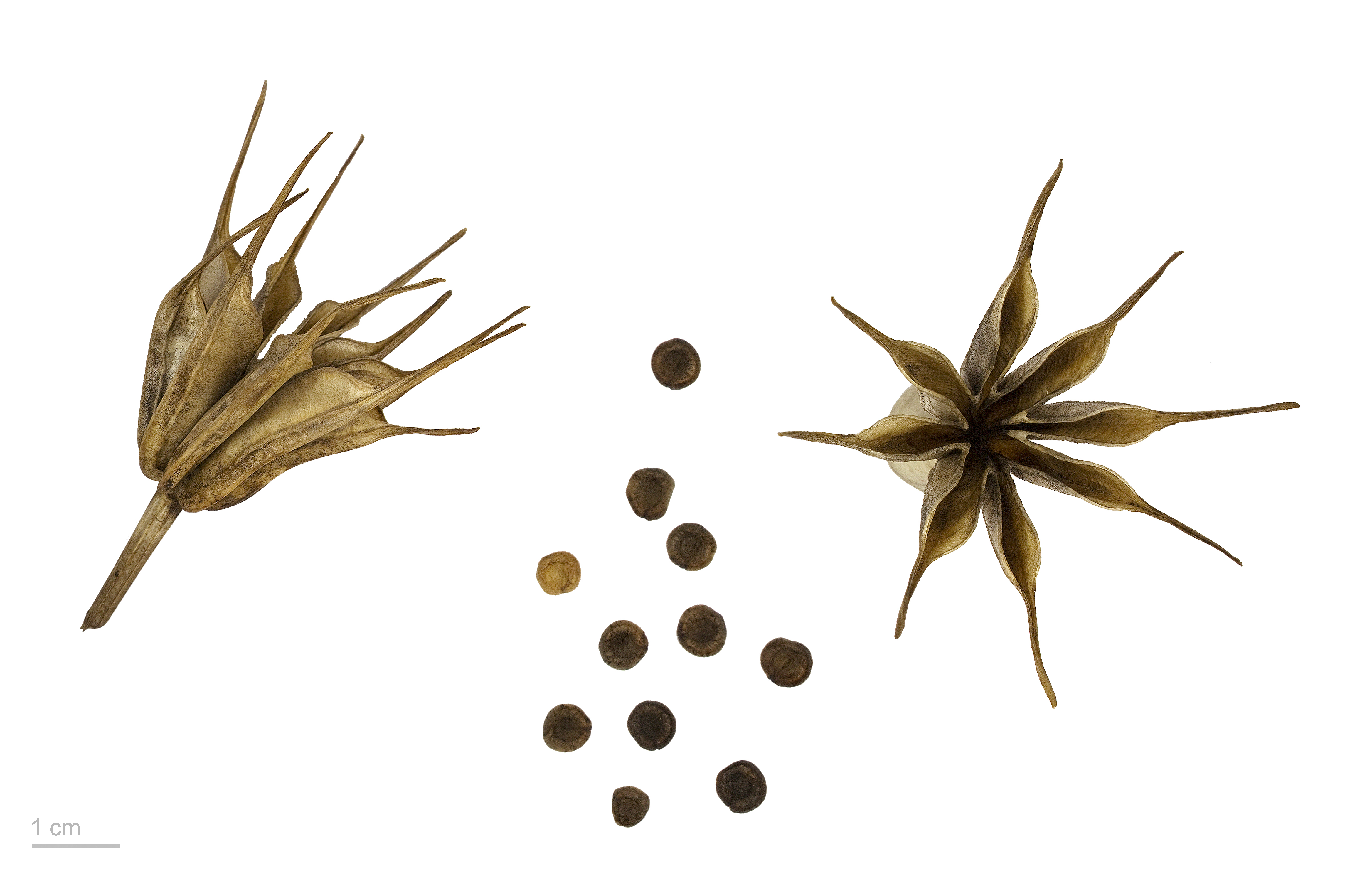
Nigella orientalis

Nigellasläktet (Nigella) är ett släkte om cirka 14 arter ettåriga växter inom familjen Ranunkelväxter. De är hemmahörande i södra Europa, Nordafrika samt södra och sydvästra Asien.
Arterna  är 20 till 90 centimeter höga, med småflikiga, greniga blad. Blommorna är vita, gula, rosa, blekt blå eller blekt lila, med 5 till tio kronblad. Frukten är en frökapsel bestående av flera sammanvuxna folliklar, som var och en innehåller ett antal frön.